# Coryphaenoides serrulatus
Coryphaenoides serrulatus är en fiskart som beskrevs av Günther, 1878. Coryphaenoides serrulatus ingår i släktet Coryphaenoides och familjen skolästfiskar. Inga underarter finns listade i Catalogue of Life.